# Tektonische Decke

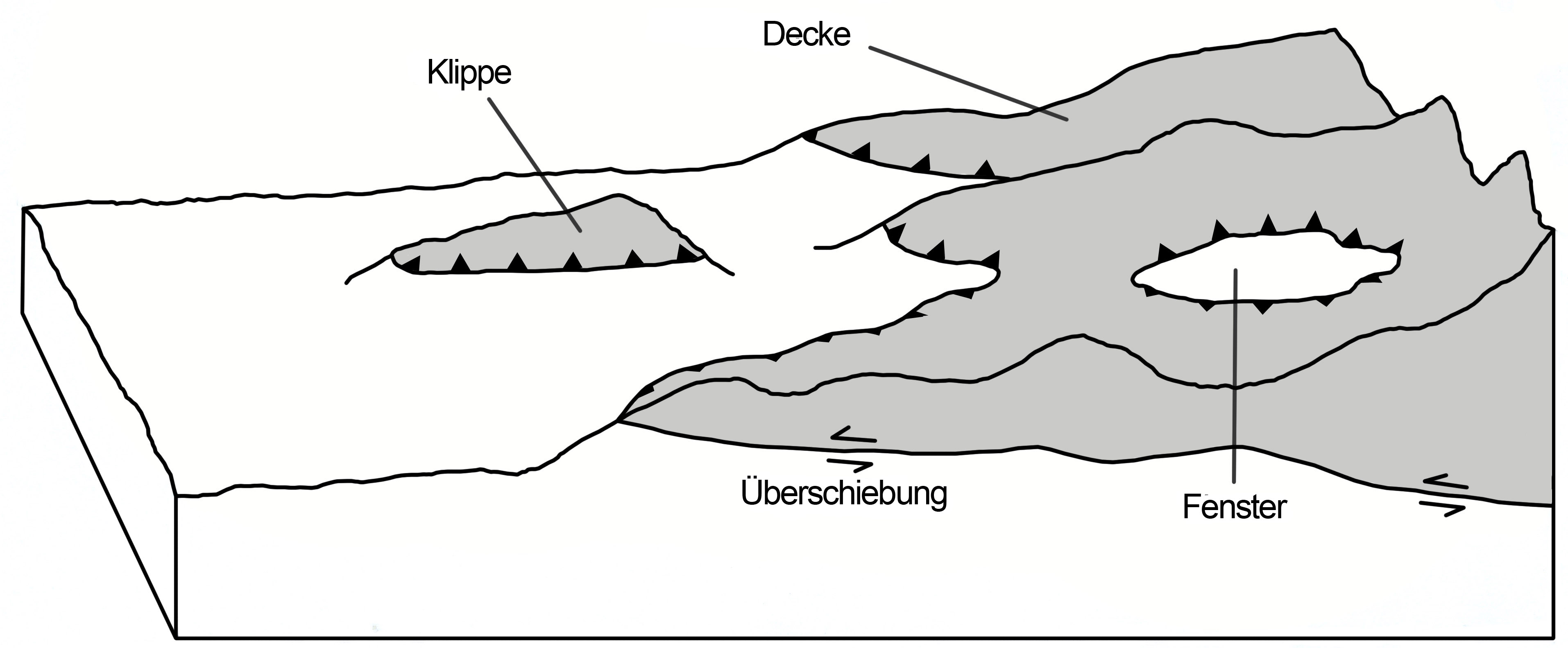
Schematische Darstellung der Elemente eines Deckensystems:
grau: Decke
weiß: Autochthon

Tektonische Decken, Überschiebungs- oder Schubdecken sind ausgedehnte, flache oder gewellte Gesteinskörper in Faltengebirgen, die als Allochthon, das heißt als transportiertes ortsfremdes Material, auf dem Autochthon, das heißt auf dem am ursprünglichen Platz seiner Bildung befindlichen Gesteinsverband, liegen. Dabei können mehrere solcher Decken übereinander gestapelt sein und zusammen ein Deckensystem oder einen Deckenkomplex bilden. Wenn ein Faltengebirge großteils aus solchen Decken bzw. Deckenkomplexen aufgebaut ist, spricht man in der Geologie auch von einem Deckengebirge.

## Aufbau
Die verschobenen Gesteinskörper können von ihrem Ursprungsgebiet, der Deckenwurzel, bis zu ihrem vorderen Rand, der Deckenstirn, viele Kilometer bis mehrere hundert Kilometer bewegt worden sein. Die stratigraphisch tiefsten, d. h. ältesten Gesteine innerhalb einer einzelnen Decke werden bisweilen als Deckenkerne angesprochen (insbesondere wenn sie aus kristallinem Grundgebirge bestehen). Sie befinden sich in der Regel an bzw. nahe der Unterseite, der Basis oder Sohle, einer Decke. Decken, von denen angenommen wird, dass sie unter Mitwirkung der Schwerkraft auf gering geneigten Flächen abgeglitten sind, werden als Gleitdecken bezeichnet.
In Faltengebirgen sind oft mehrere jeweils durch flach einfallende Verwerfungen voneinander getrennte Decken übereinander gestapelt und bilden ein Deckensystem. Aufgrund ihrer Natur als ortsfremde Gesteinskörper werden Decken auch als allochthon (vom Bildungsort entfernte), darunter liegende, nicht verschobene Krustenbereiche, hingegen als autochthon (vor Ort liegend) bezeichnet. Parautochthone Decken sind im Vergleich zu ihrem Ursprungsort nur über kurze Entfernungen verschoben.

## Geschichte der Deckentheorie

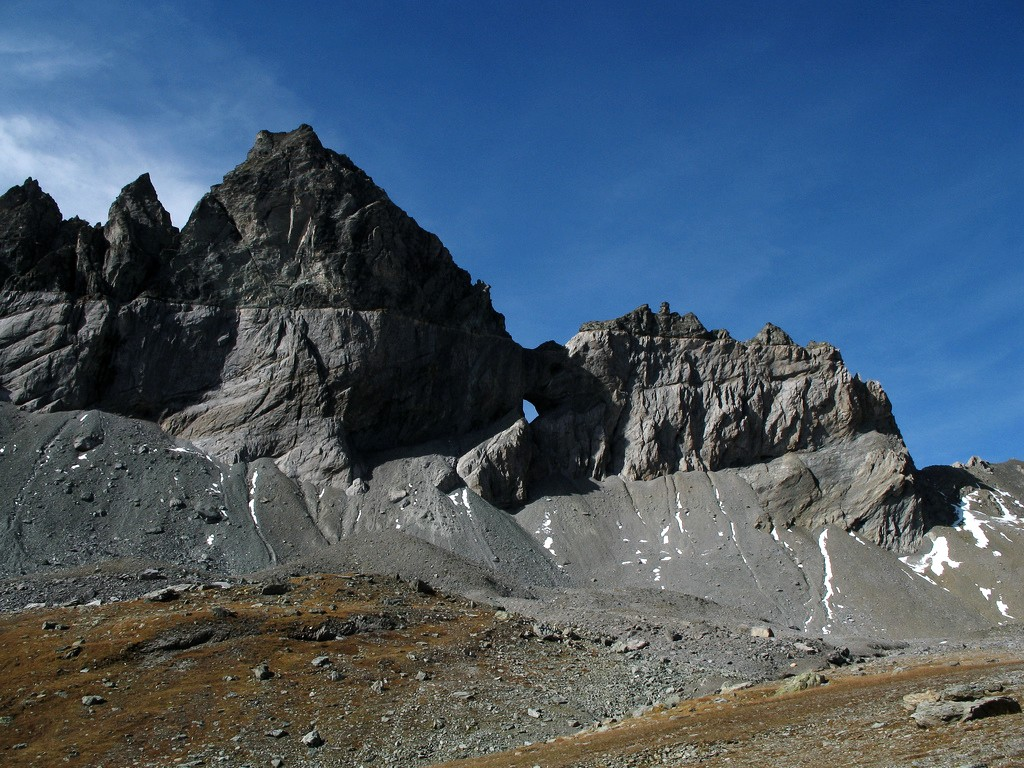
Verrucano des Glarner Deckenkomplexes (Helvetische Decken) überlagert am Ausbiss der Glarner Hauptüberschiebung an den Tschingelhörnern oberjurassischen Kalkstein des allgemein als (par)autochthon geltenden Infrahelvetikums.

Entdeckt wurde die Rolle von Überschiebungen in den Alpen am Beispiel der auffälligen Glarner Hauptüberschiebung (siehe dort zur ausführlichen Geschichte). Zunächst setzte sich durch Arnold Escher von der Linth und Albert Heim eine Interpretation als Faltungsphänomen durch (Glarner Doppelfalte), obwohl schon Roderick Murchison 1848 bei einem Besuch bei Escher von Linth eine Überschiebung vertrat, wobei er aus Beobachtungen in Schottland schöpfte. Heim lieferte sich mit dem Vertreter der Deckentheorie August Rothpletz eine heftige Auseinandersetzung in den 1890er Jahren. Erkenntnisse zur Unterstützung der Deckentheorie von Marcel Alexandre Bertrand (1884), die dieser in den Ardennen gewann und die von den Alpengeologen als rein theoretisch („Träumerei“) betrachtet wurde (da er nicht vor Ort in den Alpen geforscht hatte), spielten bei den Alpengeologen zunächst keine Rolle, ebenso wenig wie die von Archibald Geikie in Schottland (1883). Zwar hatte der große österreichische Geologe des 19. Jahrhunderts, Eduard Suess, bereits 1883 die Glarner Doppelfalte als Überschiebung neu interpretiert, aber erst Untersuchungen von Hans Schardt (1893) und besonders Maurice Lugeon in der Westschweiz führten zu einem Umdenken auch bei Albert Heim (um 1902). Einer der Wendepunkte zur Anerkennung der Deckentheorie war der Internationale Geologenkongress in Wien 1903. Den endgültigen Durchbruch erfuhr sie auf der Tagung der Geologischen Vereinigung in Innsbruck 1912, an der auch der nunmehr 81-jährige Eduard Suess teilnahm. Zuvor hatten Untersuchungen (unter anderem von Otto Ampferer 1901, Karwendel-Überschiebung, Pierre-Marie Termier 1904: Übertragung auf die Ostalpen) eine weit größere Verbreitung des Überschiebungsphänomens in den Alpen ergeben, die sogar für ganze Teile der Alpen kennzeichnend war. Verknüpfungen mit der Bewegung von Platten (Nordafrika) machte in den Alpen 1915 Émile Argand, der sich in den 1920er Jahren auch zur Kontinentalverschiebungstheorie bekannte.

## Ursachen der Deckenbildung
Ursache einer Deckenbildung ist starker seitlicher Druck auf schon vorhandene Wölbungen der Erdkruste, der meist auf großräumige Plattentektonik zurückgeht. Wenn ein Stück der Erdkruste (siehe Lithosphäre) von sehr starker tektonischer Einengung betroffen ist, kann es auf einer flach ansteigenden, festeren Unterlage zu einer horizontalen Überschiebung über andere, benachbarte Gesteins- oder Gebirgskörper kommen.
Im Detail ist der Mechanismus der Deckenbildung nicht völlig geklärt. Bei der Überschiebung der im Vergleich zu ihrer Ausdehnung sehr dünnen Gesteinspakete spielt ein erhöhter Porenwasserdruck eine Rolle, durch den die Decke gleichsam nach oben gedrückt und ihr Widerstand auf der Gleitfläche stark verringert wird. Auch das Vorhandensein von nachgiebigen Schichten wie Salzlagern, Mergeln oder Tonsteinen unterstützt die Bildung von Deckenbahnen.

## Hydrogeologie
Wie Schichten in einer ungestörten sedimentären Abfolge, bilden auch tektonische Decken Gesteinsstapel, deren Aufbau Auswirkungen auf die lokale Hydrogeologie hat. So finden sich Quellaustritte an Ausbissen von Überschiebungsflächen, wenn an diesen ein tektonischer Kontakt zwischen einem grundwasserstauenden und einem grundwasserleitenden Gestein besteht.
Ein Beispiel hierfür liefern die Quellen an der Südostseite des Engadiner Fensters bei Scuol im Schweizer Kanton Graubünden, wo, noch innerhalb des Penninikums, grundwasserleitende Bündnerschiefer (Kluftgrundwasserleiter) von grundwasserstauenden Deckeneinheiten (Zone von Ramosch, Roz-Champatsch-Zone und Tasna-Decke) überfahren sind.

## Beispiele
In den Alpen bestehen große Teile des Gebirges aus weit überschobenen Deckensystemen. So sind die Decken der Nördlichen Kalkalpen, der Grauwackenzone und begleitende Gesteine mindestens 150 km über ihr Unterlager überschoben worden, wahrscheinlich jedoch mehr als 1000 km. Auch die Gesteine des Penninikums und des Helvetikums in der Schweiz, in Frankreich und in Österreich sind als Decken transportiert worden, jedoch über geringere Entfernungen. Deckentransport fand unter anderem auch im Apennin, in den Karpaten und den anderen Gebirgen der alpidischen Orogenese wie dem Himalaya statt.
Auch aus älteren Gebirgen (den Rumpfgebirgen) sind Decken bekannt, so aus dem kaledonischen Gebirge in Schottland und Norwegen, oder dem variskischen Gebirge (Beispiel: das Moldanubikum des Böhmischen Massivs oder die Gießener Decke im Rheinischen Schiefergebirge).